# 盖乌斯·克劳狄乌斯·尼禄
盖乌斯·克劳狄乌斯·尼禄（Gaius Claudius Nero，?—?），罗马共和国的执政官，曾参与公元前207年的梅陶罗河战役。他来自于克劳狄家族。公元前207年，也是第二次布匿战争的第十三年，他与马可士·尤利乌斯·萨利纳托尔被选举为当届的执政官，并且随后在梅陶罗大败迦太基军队，并杀死了其统帅，哈斯德鲁巴（汉尼拔的弟弟）。
当时的局势是这样的，因为罗马人事先得知哈斯德鲁巴打算翻越阿尔卑斯山南袭意大利，所以就派了两个军团的兵力前去守株待兔。另外，还从西班牙和西西里搬来了15000人，如此说来，此战之所以得胜，很大程度跟盖乌斯·克劳狄乌斯·尼禄的调度指挥能力有关系。
根据历史的记载，哈斯德鲁巴是一个优秀的将领。他曾经在西班牙击败过普布利乌斯·科尔内利乌斯·西庇阿的军队，然后就没离开过西班牙。之所以此人悲剧收场，主要是他太迟进攻意大利，翻越阿尔卑斯山途中，军队太过劳累，被迫在阿尔卑斯山西部休整，给了罗马人很多准备的时间。
盖乌斯·克劳狄乌斯·尼禄与马库斯·尤利乌斯·萨利纳托尔又在公元前204年升为监察官，两人虽共事多年，但却经常争吵。
| 前任： 馬爾庫斯·克勞狄烏斯·馬爾凱魯斯 提圖斯·昆克蒂烏斯·克里斯皮努斯 | 羅馬共和國執政官 與马库斯·尤利乌斯·萨利纳托尔共同擔任 前207年 | 繼任： 昆圖斯·卡埃基利烏斯·梅特魯斯 盧基烏斯·維圖里烏斯·斐洛 |